# Distretto di Sonche
Il distretto di Sonche è un distretto del Perù nella provincia di Chachapoyas (regione di Amazonas) con 228 abitanti al censimento 2007 dei quali 102 urbani e 126 rurali.
È stato istituito il 7 aprile 1954.